# KBruch

KBruch es un programa informático para el entorno de ventanas KDE cuyas funciones permiten practicar cálculos con fracciones. Pertenece al paquete educativo kdeedu y se distribuye bajo la Licencia Pública General (GPL). El programa suministra diferentes ejercicios para calcular fracciones, como factorizaciones, conversiones y comparaciones, comprobando las entradas del usuario y haciéndole indicaciones. Fue programado en C++ con el conjunto de herramientas Qt por Sebastián Stein en el 2002. Suele estar incluido entre la paquetería de la mayoría de distribuciones GNU/Linux.